# Ереул
Ереул (каз. Ереуіл) — село в Кегенском районе Алматинской области Казахстана. Входит в состав Каркаринского сельского округа. Код КАТО — 195853300.

## Население
В 1999 году население села составляло 175 человек (92 мужчины и 83 женщины). По данным переписи 2009 года, в селе проживали 133 человека (68 мужчин и 65 женщин).